# (35678) 1998 XW96
1998 XW96 (asteroide 35678) é um asteroide da cintura principal. Possui uma excentricidade de 0.21811810 e uma inclinação de 2.88485º.
Este asteroide foi descoberto no dia 11 de dezembro de 1998 por Orlando A. Naranjo em Merida.